# Region Oberpfalz-Nord
Region Oberpfalz-Nord (niem. Planungsregion Oberpfalz-Nord) – region planowania w Niemczech, w kraju związkowym Bawaria, w rejencji Górny Palatynat. Siedzibą regionu jest miasto Neustadt an der Waldnaab.
Region leży w północno-wschodniej części Bawarii. Na wschodzie graniczy z Czechami, na południu z regionem planowania Ratyzbona, na zachodzie z regionem planowania Industrieregion Mittelfranken, a na północy z regionem planowania Oberfranken-Ost.

## Podział administracyjny
W skład regionu Oberpfalz-Nord wchodzą:
- dwa miasta na prawach powiatu: (kreisfreie Stadt)
- cztery powiaty ziemskie (Landkreis) oprócz gminy miejskiej Waldershof z powiatu Tirschenreuth, która leży w regionie Oberfranken-Ost

Miasta na prawach powiatu:
| Lp. | Nazwa miasta            | Ludność (31.12.2010) | Powierzchnia km² |
| --- | ----------------------- | -------------------- | ---------------- |
| 1   | Amberg                  | 43.755               | 50,06            |
| 2   | Weiden in der Oberpfalz | 41.961               | 70,50            |

Powiaty ziemskie:
| Lp. | Nazwa powiatu            | Ludność (31.12.2010) | Powierzchnia km² | Liczba gmin |
| --- | ------------------------ | -------------------- | ---------------- | ----------- |
| 1   | Amberg-Sulzbach          | 105.180              | 1.255,00         | 27          |
| 2   | Neustadt an der Waldnaab | 97.211               | 1.429,99         | 38          |
| 3   | Schwandorf               | 142.804              | 1.464,04         | 33          |
| 4   | Tirschenreuth            | 74.802               | 1.085,08         | 26          |

## Zmiany administracyjne
- 1 listopada 2013 
  - 8,84 km² z powiatu Schwandorf przyłączono do powiatu Cham w regionie Ratyzbona